# Lotus Magellan

Lotus Magellan 2.0, das eine mitgelieferte Beispieldatei im MultiMate-Format zeigt

Lotus Magellan war ein unter MS-DOS laufendes Desktop-Suchprogramm, das von Bill Gross entwickelt worden war und von der Lotus Development Corporation in den 1980er Jahren veröffentlicht wurde. Trotz seiner gerühmten Effektivität konnte sich Magellan auf dem Markt nicht behaupten, was möglicherweise auch an den zu dieser Zeit noch sehr kleinen Festplatten lag.
Magellan durchsuchte alle Dateien und Verzeichnisse eines Speichermediums (Festplattenlaufwerk oder Diskette) und erzeugte eine zentrale Indexstruktur, die es ermöglichte, die Dateien anzusehen ohne die einschlägigen Anwendungen zu starten, weil es die meisten zeitgenössischen Dateiformate lesen und interpretieren konnte.
Magellan war eine von mehreren maßgeblichen Programmen von Lotus Software (zum Beispiel Lotus 1-2-3, Lotus Notes und Bürosoftware für den Apple Macintosh), die es trotz ihrer anerkannten Nützlichkeit und beträchtlichen Marktanteile nicht verhindern konnten, dass die Firma im Jahre 1995 von IBM übernommen wurde. Die alte DOS-basierte Lotus-Software Magellan, Lotus Agenda, HAL (eine Erweiterung für Lotus 1-2-3) sowie Lotus Manuscript wurden mittlerweile als Freeware veröffentlicht.